# John Randall (físico)
Sir John Turton Randall, (Newton-le-Willows, Lancashire, 23 de marzo de 1905 – Edimburgo, 16 de junio de 1984) fue un físico inglés y biofísico, al que se le atribuye la mejora sustancial del magnetrón de cavidad, un componente esencial del radar de longitud de onda centimétrica, el cual fue una de las claves de la victoria aliada en la Segunda Guerra Mundial. Es también el componente clave de los hornos microondas.
Colaboró con Harry Boot, y juntos produjeron una válvula que podía emitir pulsos de energía de radio de microondas con una longitud de onda de 10 cm. Sobre la importancia de su invención, el profesor de historia militar en la Universidad de Victoria en la Columbia Británica, David Zimmerman, afirma: «El magnetrón sigue siendo el tubo de radio esencial para las señales de radio de onda corta de todo tipo. No solo cambió el curso de la guerra al permitirnos desarrollar sistemas de radar aerotransportados, sino que sigue siendo la pieza clave de la tecnología que se encuentra en el corazón de su horno de microondas hoy en día. La invención del magnetrón de cavidad cambió el mundo».
También dirigió el equipo del King's College de Londres que trabajó en la estructura del ADN. Su sustituto, el profesor Maurice Wilkins, compartió el Premio Nobel en Fisiología o Medicina de 1962 con James Watson y Francis Crick del Laboratorio Cavendish de la Universidad de Cambridge por la determinación de la estructura del ADN. Su otro personal incluía a Rosalind Franklin, Raymond Gosling, Alex Stokes y Herbert Wilson, todos involucrados en la investigación del ADN.

## Educación y primeros años
Nació el 23 de marzo de 1905 en Newton-le-Willows, Lancashire; el primero de los tres hijos, y único varón, de Sidney Randall, viverista y semillero, y su esposa, Hannah Cawley, hija de John Turton, director de la mina de carbón en la zona. Fue educado en la escuela primaria de Ashton-en-Makerfield y en la Universidad de Mánchester, donde obtuvo una licenciatura con honores de primera clase en física y un premio de posgrado en 1925, y una Maestría en Ciencias en 1926. En 1928 se casó con Doris Duckworth.

## Carrera e investigación
De 1926 a 1937 trabajó en investigaciones para General Electric Company en sus laboratorios de Wembley, donde participó de manera destacada en el desarrollo de polvos luminiscentes para su uso en lámparas de descarga.[cita requerida] También se interesó activamente en los mecanismos de tal luminiscencia.
En 1937 fue reconocido como el trabajador británico líder en su campo y recibió una beca de la Royal Society en la Universidad de Birmingham, donde trabajó en la teoría de la trampa de electrones de la fosforescencia en la facultad de física de Mark Oliphant con Maurice Wilkins.

### El magnetrón
Cuando comenzó la guerra en 1939, el Almirantazgo se acercó a Oliphant sobre la posibilidad de construir una fuente de radio que operara en frecuencias de microondas. Tal sistema permitiría que un radar fuera usado para ver objetos pequeños como los periscopios de los submarinos sumergidos. Los investigadores de radar del Ministerio del Aire en Bawdsey Manor también habían expresado su interés en un sistema de 10 cm, ya que esto reduciría en gran medida el tamaño de las antenas de transmisión, haciéndolas mucho más fáciles de colocar en el morro de la aeronave, en lugar de estar montadas en el alas y fuselaje como en sus sistemas actuales.
Oliphant comenzó la investigación utilizando el klistrón, un dispositivo introducido por Russell y Sigurd Varian entre 1937 y 1939, y el único sistema conocido para generar microondas de manera eficiente. Los klistrones de la época eran dispositivos de muy baja potencia y los esfuerzos de Oliphant se dirigieron principalmente a aumentar considerablemente su rendimiento. Si esto tenía éxito, crearía un problema secundario; el klistrón era solo un amplificador, por lo que se necesitaba una señal de fuente de baja potencia para que se amplificara. Oliphant encargó a Randall y Harry Boot producir un oscilador de microondas y les pidió que exploraran los tubos Barkhausen-Kurz en miniatura para esta función, un diseño que ya se usa para los sistemas UHF. Su trabajo demostró rápidamente que estos no ofrecían ninguna mejora en el rango de microondas.  El esfuerzo de klistrón pronto se estancó con un dispositivo que podría generar alrededor de 400 vatios de potencia de microondas, suficiente para fines de prueba, pero muy por debajo de los sistemas de varios kilovatios que se requerirían para un sistema de radar práctico.
En noviembre de 1939, al no tener otros proyectos en los que trabajar, ambos comenzaron a considerar soluciones a este problema. El único otro dispositivo de microondas conocido en ese momento era el magnetrón de ánodo dividido, un dispositivo capaz de generar pequeñas cantidades de energía, pero con baja eficiencia y generalmente menor rendimiento que el klistrón. Sin embargo, notaron que tenía una enorme ventaja sobre este; la señal del klistrón está codificada en una corriente de electrones proporcionada por un cañón de electrones, y fue la capacidad actual del cañón lo que definió cuánta energía podría manejar el dispositivo en última instancia. En contraste, el magnetrón usaba un cátodo de filamento caliente convencional, un sistema que se usaba ampliamente en sistemas de radio que producían cientos de kilovatios. Esto parecía ofrecer un camino mucho más probable hacia un poder superior.
El problema con los magnetrones existentes no era la potencia, sino la eficiencia. En el klistrón, un haz de electrones pasaba a través de un disco de metal conocido como resonador, cuyo diseño mecánico de cobre hizo que influyera en los electrones, acelerándolos y ralentizándolos, liberando microondas. Esto fue razonablemente eficiente y el poder estaba limitado por las armas. En el caso del magnetrón, el resonador se reemplazó por dos placas de metal con cargas opuestas para provocar la aceleración alterna, y los electrones se vieron obligados a viajar entre ellas mediante un imán. No había un límite real para la cantidad de electrones que esto podía acelerar, pero el proceso de liberación de microondas era extremadamente ineficiente.

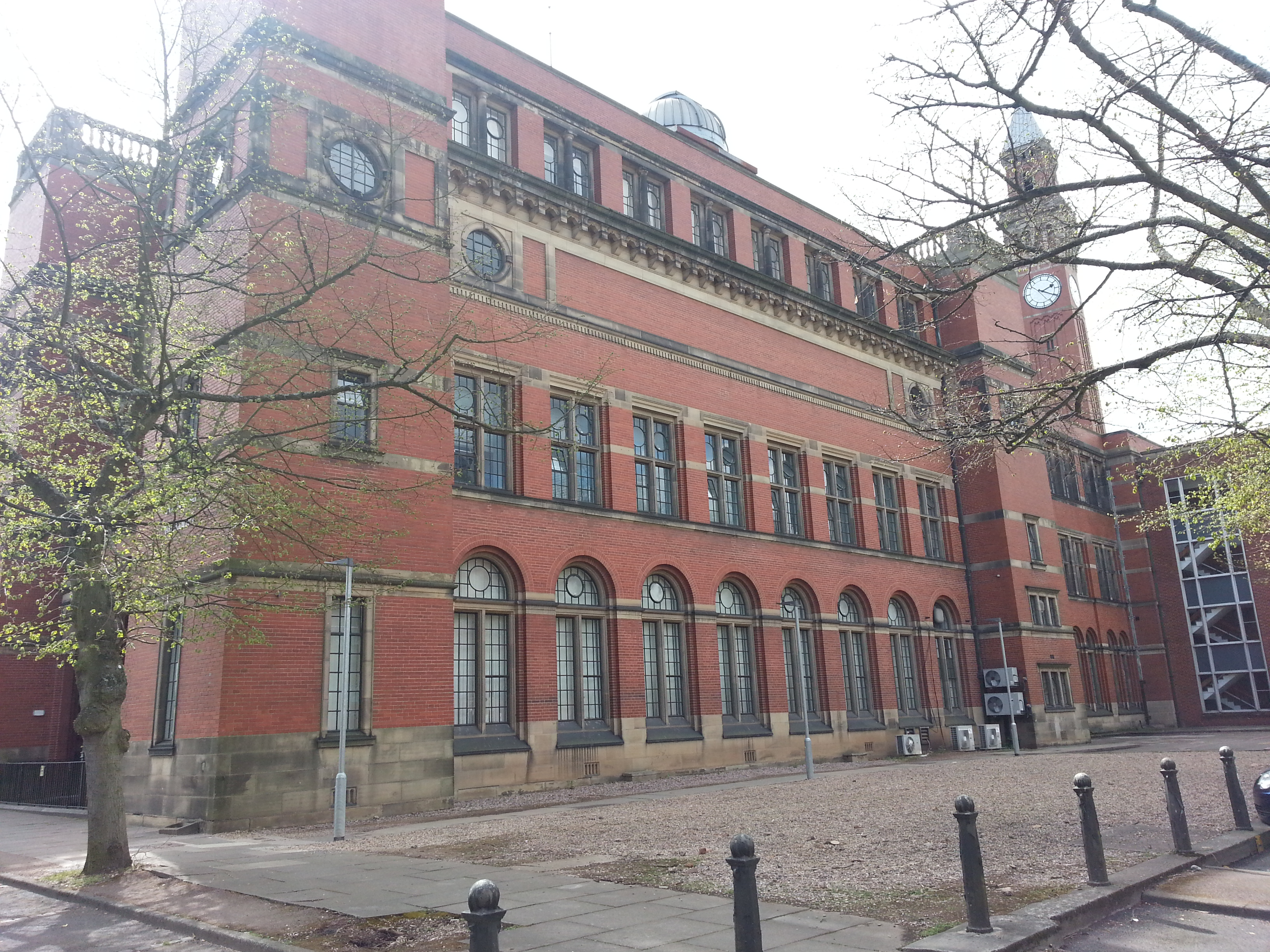
Edificio de física Poynting, Universidad de Birmingham

Luego, los dos consideraron qué sucedería si las dos placas de metal del magnetrón fueran reemplazadas por resonadores, combinando esencialmente los conceptos existentes de magnetrón y klistrón. El imán haría que los electrones viajaran en círculo, como en el caso del magnetrón, por lo que pasarían por cada uno de los resonadores, generando microondas de manera mucho más eficiente que el concepto de placa. Recordando que Heinrich Hertz había usado bucles de alambre como resonadores, a diferencia de las cavidades en forma de disco del klistrón, parecía posible que se pudieran colocar múltiples resonadores alrededor del centro del magnetrón. Más importante aún, no había un límite real para el número o tamaño de estos bucles. Se podría mejorar en gran medida la potencia del sistema extendiendo los bucles en cilindros, definiendo entonces el manejo de la potencia por la longitud del tubo. La eficiencia podría mejorarse aumentando el número de resonadores, ya que cada electrón podría interactuar con más resonadores durante sus órbitas. Los únicos límites prácticos se basaban en la frecuencia requerida y el tamaño físico deseado del tubo.
Desarrollado utilizando equipos de laboratorio comunes, el primer magnetrón consistía en un bloque de cobre con seis orificios perforados para producir los bucles resonantes, que luego se colocaba en una campana de vidrio y se bombeaba al vacío, que a su vez se colocaba entre los polos del imán de herradura más grande que pudieron encontrar. Una prueba de su nuevo diseño de magnetrón de cavidad realizada en febrero de 1940 produjo 400 vatios, y en una semana había superado los 1.000 vatios. Luego, se hizo una demostración del diseño a los ingenieros de General Eletric Company, a quienes se les pidió que intentaran mejorarlo, y estos introdujeron una serie de nuevos métodos industriales para sellar mejor el tubo y mejorar el vacío, y agregó un nuevo cátodo recubierto de óxido que permitía pasar corrientes mucho mayores a través de él. Estos aumentaron la potencia a 10 kW, aproximadamente la misma potencia que los sistemas de tubos convencionales utilizados en los equipos de radar existentes. El éxito del magnetrón revolucionó el desarrollo del radar, y casi todos los equipos de radar nuevos a partir de 1942 utilizaron uno.
En 1943, Randall dejó el laboratorio físico de Oliphant en Birmingham para enseñar durante un año en el Laboratorio Cavendish de Cambridge. En 1944,fue nombrado profesor de filosofía natural en la Universidad de St Andrews y comenzó la planificación de investigaciones en biofísica (con Maurice Wilkins) con una pequeña subvención del Almirantazgo.

### King's College de Londres
En 1946, fue nombrado Jefe del Departamento de Física del King's College de Londres, y más tarde se trasladó a la cátedra de física Wheatstone, donde el Consejo de Investigación Médica estableció la Unidad de Investigación de Biofísica con él como director (ahora conocido como Randall División de Biofísica Celular y Molecular) en King's College. Durante su mandato como director Rosalind Franklin, Raymond Gosling, Maurice Wilkins, Alex Stokes y Herbert R. Wilson realizaron allí el trabajo experimental que condujo al descubrimiento de la estructura del ADN. Asignó a Raymond Gosling como estudiante de doctorado a Franklin para trabajar en la estructura del ADN por difracción de rayos X. Según Raymond Gosling, no se puede subestimar el papel de John Randall en la búsqueda de la doble hélice. Gosling estaba tan convencido de este tema que escribió a The Times en 2013 durante las celebraciones del sexagésimo aniversario. Randall creía firmemente que el ADN contenía el código genético y reunió a un equipo multidisciplinario para ayudar a probarlo. Fue Randall quien señaló que dado que el ADN era en gran parte carbono, nitrógeno y oxígeno, era igual que los átomos en el aire de la cámara. El resultado fue una retrodispersión difusa de rayos X, que empañaron la película, por lo que ordenó a Gosling que desplazara todo el aire con hidrógeno.
Maurice Wilkins compartió el Premio Nobel de Fisiología y Medicina de 1962 con James Watson y Francis Crick; Rosalind Franklin ya había muerto de cáncer en 1958.
Además del trabajo de difracción de rayos X, la unidad llevó a cabo un amplio programa de investigación por parte de físicos, bioquímicos y biólogos. El uso de nuevos tipos de microscopios de luz condujo a la importante propuesta en 1954 del mecanismo de filamento deslizante para la contracción muscular.[cita requerida] Randall también logró integrar la enseñanza de biociencias en el King's College. 
En 1951 creó un gran grupo multidisciplinario que trabajaba bajo su dirección personal para estudiar la estructura y el crecimiento de la proteína colágeno del tejido conjuntivo. Su contribución ayudó a dilucidar la estructura de tres cadenas de la molécula de colágeno.El mismo Randall se especializó en el uso del microscopio electrónico, primero estudiando la estructura fina de los espermatozoides y luego concentrándose en el colágeno. En 1958 publicó un estudio sobre la estructura de los protozoos. Creó un nuevo grupo para utilizar los cilios de los protozoos como sistema modelo para el análisis de la morfogénesis mediante la correlación de las diferencias estructurales y bioquímicas en los mutantes.

### Vida personal y años posteriores
En 1928 se casó con Doris, hija de Josiah John Duckworth, topógrafo de una mina de carbón. Tuvieron un hijo, Christopher, nacido en 1935.
En 1970 se trasladó a la Universidad de Edimburgo, donde formó un grupo que aplicó una gama de nuevos métodos biofísicos, como estudios de difracción de neutrones coherentes de cristales de proteínas en soluciones iónicas en agua pesada, para estudiar por difracción de neutrones y dispersión varios problemas biomoleculares. , como el intercambio de protones de residuos de proteínas por deuterones.

### Honores y premios

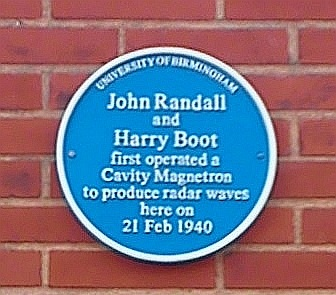
Universidad de Birmingham – Edificio de Física Poynting – placa azul

En 1938 recibió un Doctorado en Ciencias de la Universidad de Mánchester.
En 1943 recibió (con Harry Boot) el premio conmemorativo Thomas Gray de la Royal Society of Arts por la invención del magnetrón de cavidad.
En 1945, la Sociedad Física de Londres le otorgó la Medalla y el Premio Duddell y compartió un pago de la Comisión Real de Premios a Inventores por la invención del magnetrón.
En 1946 fue elegido miembro de la Royal Society (FRS) y recibió su medalla Hughes en el mismo año.
Otros premios (con Boot) por el trabajo del magnetrón fueron, en 1958, la Medalla John Price Wetherill del Instituto Franklin del estado de Pensilvania y, en 1959, la Medalla John Scott de la ciudad de Filadelfia.
En 1962 fue nombrado caballero y en 1972 fue elegido miembro de la Royal Society of Edinburgh (FRSE).